# Francesco Maria Grimaldi
|  | No s'ha de confondre amb Francesco Grimaldi. |

Francesco Maria Grimaldi   (Bolonya, 2 d'abril de 1618 - Bolonya, 28 de desembre de 1663), va ser un científic jesuïta italià, conegut per haver estat el primer a parlar de la difracció de la llum.

## Vida
El pare de Grimaldi era un ric comerciant de seda amb antecedents nobles i la seva mare regentava una farmàcia heretada dels seu avi. El 1632 va ingressar a l'orde jesuïta juntament amb el seu germà més gran Vincenzo. Els anys següents estudia, probablement a Novellara, fins al 1635 en que arriba a Parma on estudia sota Giovanni Battista Riccioli, de qui es convertirà en el principal ajudant.
L'any 1636 es traslladen tots dos a la Universitat de Bolonya des d'on conduiran experiments, intentant refutar les teories de Galileo Galilei, sense èxit. Les seves acurades mesures de la caiguda lliure dels cossos des de la torre Asineli, no fan sinó confirmar les teories galileanes.
Grimaldi romandrà a Bolonya fins a la seva mort ajudant a Riccioli en tots els seus treballs astronómics. La seva participació en el Almagestum Novum (1651) i en l'Astronomia Reformata (1665) del seu mestre, Riccioli, va ser fonamental.
Grimaldi va morir a Bolonya d'una breu malaltia amb febres molt altes i forts maldecaps. Va ser Riccioli, el seu mestre, qui va fer publicar el seu llibre de forma pòstuma.

## Obra
A part de ser el responsable de moltes de les taules que hi ha en els llibres d'astronomia de Riccioli, també va ser l'encarregat de confegir els mapes lunars, donant-li noms als seus accidents (cràters i valls). També va col·laborar amb Riccioli en l'intent de mesura del meridià de Bolonya i en el disseny i operació de nous instruments astronòmics. Conduïa sempre les seves recerques experimentals buscant la màxima exactitud i el càlcul rigorós.
Però l'obra per la qual és més conegut (i l'única que està publicada amb el seu nom) és Physico-Mathesis de Lumine, Coloribus et Iride, publicada de forma pòstuma el 1665. En aquest llibre explica els seus experiments amb la llum que, en aquell temps, tothom considerava corpuscular seguint les teories de Demòcrit i Plató. Grimaldi va fer construir una cambra fosca prou gran perquè la llum que entrés per un petit forat d'una paret es projectés en la paret oposada a uns quants metres de distància. Amb això va poder comprovar que el raig cònic de llum, projectava una taca de llum en l'altra paret que no complia el que predeien els càlculs geomètrics. I, no solament això, sinó que apareixien unes coloraines en els caires de la taca que no podia explicar.
Però la seva sorpresa va ser encara més gran quan, en practicar un segon forat de tal forma que les taques de llum es superposessin, va observar que la zona de superposició era més fosca que les altres. Va concloure que un objecte il·luminat es pot enfosquir afegint més llum a la que ja està rebent. I va conjecturar que potser la llum no era corpuscular, sinó ondulatòria. A aquest fenomen li da donar el nom de difracció de la llum, nom pel que encara es coneix avui en dia. Aquestes observacions i pensaments tindrien una forta influència en les obres de Hooke i Newton.